# Publius Valerius Marinus
Publius Valerius Marinus war ein im 1. Jahrhundert n. Chr. lebender römischer Politiker.
Durch Militärdiplome, die auf den 12. Mai 91 datiert sind, ist belegt, dass Marinus 91 zusammen mit Gnaeus Minicius Faustinus Suffektkonsul war.